# Universidad Fidélitas
La Universidad Fidélitas, es una universidad privada costarricense localizada en Lourdes de Montes de Oca.

## Datos y Generalidades
La Universidad Fidélitas se constituyó como institución de educación superior el 21 de agosto de 1980 con el nombre de Collegium Fidélitas y para 1994 se convirtió en una universidad independiente, bajo el nombre de Universidad Fidélitas.
En el 2012, se incorporó al Sistema Nacional de Acreditación de la Educación Superior (SINAES), y desde entonces ha acreditado nueve carreras en sus sedes de San Pedro y Heredia (Administración de Negocios, Contaduría Pública, Ingeniería Industrial, Ingeniería en Sistemas de Computación, Ingeniería Civil, Derecho, Ingeniería Eléctrica, Ingeniería Electromecánica e Ingeniería en Telecomunicaciones).
Carreras.
La Universidad Fidélitas ofrece 24 carreras en las siguientes áreas de estudio:
Ingenierías y Arquitectura
- Ingeniería Ambiental
- Ingeniería Civil
- Ingeniería Industrial
- Ingeniería Eléctrica
- Ingeniería Mecatrónica
- Ingeniería Electromecánica
- Ingeniería en Telecomunicaciones
- Ingeniería en Cadena de Suministros y Logística
- Arquitectura con énfasis en Sostenibilidad

Ciencias de la Computación
- Ingeniería Empresarial
- Ingeniería en Ciencia de Datos
- Ingeniería en Desarrollo de Software
- Ingeniería en Sistema de Computación
- Ingeniería en Seguridad Informática y Ciberseguridad

Ciencias Sociales
- Derecho
- Publicidad
- Psicología
- Diseño Publicitario

Ciencias Económicas
- Economía
- Contaduría Pública
- Administración de Negocios

Ciencias de la Educación
- Enseñanza del Inglés
- Ciencias de la Educación Preescolar
- Enseñanza de la Educación Primaria

Campus
- Campus San Pedro: Del Colegio de Ingenieros y Arquitectos en Curridabat, 500 m al Norte y 300 al este. San Pedro, Santa Marta Costa Rica.
- Campus Heredia: Del Walmart de Heredia 1,3 Kilómetros al oeste sobre carretera a la Aurora, Heredia Costa Rica.

Ambos campus tienen múltiples servicios y comodidades para la población estudiantil: áreas verdes, laboratorios modernos, bibliotecas, amplios parqueos, sodas, áreas de espacio recreativo y edificios equipados con aulas de diferentes tamaño y funcionalidad.

## Historia
El 21 de agosto de 1980 se funda el Collegium Fidélitas como institución de estudios superiores. Su primera sede, una casa que en aquel entonces ya tenía décadas de construcción, recibe a los primeros alumnos.
En pocos años, su matrícula creció de manera considerable, incluyendo un número importante de estudiantes extranjeros, por consiguiente, las necesidades de infraestructura ascendieron rápidamente. A principios del siglo XXI, se inaugura el primer edificio en Santa Marta, actual Sede San Pedro de la Universidad, en un espacio que permitía el crecimiento paulatino.
En el 2014, se inauguró el Campus de Heredia y para finales del 2019 y principios del 2020, se inauguraron dos modernos edificios para ofrecer mayor comodidad y dotación tecnológica para los estudiantes y ofrecer una oportunidad de excelencia académica a una mayor población estudiantil.
Para finales del 2019 se inauguró un nuevo edificio en el Campus Heredia, con 5 niveles y 26 aulas.  En los primeros 4 niveles albergan los estudiantes de grados y el quinto piso, el Centro de Posgrados.  
A inicios del 2020, se abrió las puertas de uno de los edificios más modernos de Costa Rica: el Fidélitas STEM Center, Campus San Pedro, un edificio equipado con salas para cursos virtuales, el showroom para experimentar 3D y la sala de realidad aumentada, además de 22 modernos laboratorios.
Hoy, gracias a su excelencia académica la Universidad Fidélitas es considerada en Costa Rica como la Mejor U en Ingenierías, la Mejor U en Empleabilidad, la Mejor U en Ciencias de la Computación y la Mejor U en Carreras 100% Virtuales.[cita requerida]

## Otras líneas de negocios
Posgrados.
Universidad Fidélitas mediante su Centro de Posgrados ofrece programas gerenciales actualizados que se adaptan a las demandas del mundo empresarial. Las maestrías, especialidades, doctorados y micro másters son diseñados con planes de estudio robustos en formación técnica y práctica con clases retadoras basadas en la Metodología STEM. Se estudia con clases en línea en un entorno virtual interactivo, apoyado con docentes de alta calidad y experiencia. Además, se utilizan herramientas tecnológicas que reproducen modelos de negocio mediante simuladores y el metaverso.
La universidad cuenta con las siguientes maestrías, doctorados y micro másters:
Doctorado en Ciencias Empresariales
Maestrías en Administración de Negocios, en Gerencia de Proyectos en Ingeniería de la Construcción, Gestión de la Tecnología, en Auditoría de Tecnologías y Sistemas de Información, Psicología Clínica y de la Salud Mental y la maestría profesional en Gestión del Talento Humano.
Especialidad en Derecho Notarial y Registral
Micro Másters en Innovación y Tecnología para la Educación Virtual, en Capital Humano, Reingeniería Financiera, Metodologías Ágiles, Gamificación del Aprendizaje y Arquitectura Empresarial.
Educación Continua.  
La Universidad Fidélitas ofrece técnicos, especializaciones, cursos libres y certificaciones cuya duración máxima es de 1 año. Están dirigidos a personas que desean acceder a formación profesional de alta calidad o a profesionales que necesitan una actualización en campos de alta demanda en el mercado laboral. 
Oferta académica en Fidélitas Virtual:
Técnico Básico en Manufactura de Semiconductores, Técnico Básico en Desarrollo de Sistemas Embebidos, Especialización en Big Data, Técnico en Gestión de Administración y Gerencia, Técnico en Gestión de Planeación del Recurso Humano, Especialización en Mejora Continua de Procesos, Especialización en Diseño y Desarrollo Web, Especialización en Ciberseguridad, Especialización en Fundamentos de e-Commerce y Marketing Digital, Competencias Digitales Excel, Especialización en Transformación Digital, Especialización en Pymes 360.
Además, los siguientes cursos libres: Visualización de Datos con PowerBI, Design Thinking, Finanzas Básicas y Principios de Inteligencia Artificial.
Oferta académica en Educación Continua:
Técnico en Gestión de Administración y Gerencia, Técnico en Gestión de Planeación del Recurso Humano, Técnico en Contabilidad, Técnico en Salud y Seguridad, Técnico en Control de Calidad, Técnico en Logística Internacional, Técnico en Administración de Proyectos, Técnico en Mercadeo Digital, Especialización en Diseño y Desarrollo Web, Técnico en Supervisión de la Producción, Técnico en Electricidad, Técnico en Redes CISCO (CCNA), Especialización en Comercio Electrónico, Especialización en Diseño en Experiencia de Usuario UX, Especialización en Diseño de Interfaz Gráfica de Usuario UI, Especialización en Internet de las cosas.
Además, los siguientes cursos libres:	
Taller de Legislación Laboral y Elaboración de Planillas, Excel Básico, Excel Intermedio y Excel Avanzado. Cursos de Revit: básico, intermedio y avanzado. Contabilidad para no contadores, Salud y Seguridad en la Construcción. Cursos de Actualización Jurídica divididos en 7 módulos de aprendizaje. Finalmente, el Curso de Diseño de Presupuesto para la Construcción que consta de 3 módulos independientes.
Academia de Inglés.  
La U Fidélitas posee su academia de inglés donde los estudiantes podrán adquirir las habilidades necesarias para enfrentar el idioma universal de los negocios. El plan de aprendizaje se basa en 4 áreas esenciales: escritura, lectura, comprensión y conversación. De esta forma, se impulsan las capacidades orales para el desempeño personal y profesional de la persona estudiante. Los programas utilizan la plataforma de la Universidad de Oxford y con Metodología STEM.
Oferta de la Academia:
- Programa Inglés Semi Intensivo. Modalidad: Presencial y En Línea sincrónico.

- Programa Inglés Intensivo. Modalidad: Presencial, En Línea sincrónico y 100% virtual autogestionado.

- Programa Inglés Intensivo 100% virtual. Modalidad: 100% virtual autogestionado.
- Oxford Test of English (OTE): el OTE Standard te certifica en los niveles de A1 a B2 y el Advance hasta el nivel C1.

## Modalidades de Estudios
Bachilleratos y licenciaturas
- Presencial: Los estudiantes asisten a sus clases personalmente en los campus de Heredia o San Pedro, en los horarios seleccionados durante la matrícula. Esta modalidad es exclusiva de la carrera de Arquitectura con énfasis en Sostenibilidad.
- Presencial / En Línea: Los cursos del programa de estudios se imparten de forma Presencial y En Línea, de acuerdo con la oferta académica disponible al momento de la matrícula. En la modalidad Presencial los estudiantes asisten a sus clases personalmente en los campus de Heredia o San Pedro, en los horarios seleccionados durante la matrícula. En la modalidad En Línea las clases de los cursos se imparten en vivo, a través de Teams, en los horarios que seleccionados durante la matrícula. Esta modalidad se encuentra disponible en las carreras de las áreas de Ingenierías y Arquitectura, Ciencias de la Computación, Ciencias Sociales y Ciencias de la Educación.
- 100% Virtual: Esta modalidad ofrece mayor flexibilidad de horarios. Los estudiantes tendrán acceso a un campus virtual con videos secuenciales de las clases y material didáctico, de manera que se puede avanzar de forma autogestionada con el cronograma establecido en el curso. El campus brinda la posibilidad de entregar tareas, exámenes y participar en foros, además, se puede interactuar con un tutor que responderá a cualquier duda en menos de 24 horas. Esta modalidad se encuentra disponible en las carreras de Ingeniería Empresarial, Ingeniería en Sistema de Computación, Ingeniería en Seguridad Informática (Ciberseguridad), Derecho, Psicología, Contaduría Pública y Administración de Negocios.
- 100% Virtual / Presencial: Los cursos del programa de estudios se imparten en la modalidad 100% Virtual descrita más arriba, excepto los laboratorios que, por la naturaleza del aprendizaje, son presenciales. Los laboratorios de última generación se encuentran en nuestras sedes de Heredia o San Pedro, en los horarios seleccionados durante la matrícula. Esta modalidad es exclusiva solo de la carrera de Ingeniería Industrial.

Educación Continua y Academia de Inglés
- Presencial: Los estudiantes asisten a sus clases personalmente en los campus de Heredia o San Pedro, en los horarios seleccionados durante la matrícula. Esta modalidad es exclusiva de algunos de los programas de la Academia de Inglés. Se recomienda consultar el sitio oficial de la Universidad Fidélitas para conocer la oferta.
- En Línea: En Línea las clases de los cursos se imparten en vivo, a través de Teams, en los horarios seleccionados durante la matrícula. La entrega de los trabajos, los exámenes y el acceso al material didáctico se realiza en el campus virtual. Esta modalidad está disponible para algunos técnicos, especializaciones y cursos libres, así como programas de la Academia de Inglés. Se recomienda consultar el sitio oficial de la Universidad Fidélitas para conocer la oferta.
- 100% Virtual: Esta modalidad ofrece mayor flexibilidad de horarios. Los estudiantes tendrán acceso a un campus virtual con videos secuenciales de las clases y material didáctico, de manera que se puede avanzar de forma autogestionada con el cronograma establecido en el curso. El campus brinda la posibilidad de entregar tareas, exámenes y participar en foros, además, se puede interactuar con un tutor que responderá a cualquier duda en menos de 24 horas. Esta modalidad está disponible para algunos técnicos, especializaciones y cursos libres, así como programas de la Academia de Inglés. Se recomienda consultar el sitio oficial de la Universidad Fidélitas para conocer la oferta.
- En Línea / Presencial: Los cursos del programa de estudios se imparten de forma Presencial y En Línea, de acuerdo con la oferta académica disponible al momento de la matrícula. En la modalidad Presencial los estudiantes asisten a sus clases personalmente en los campus de Heredia o San Pedro, en los horarios seleccionados durante la matrícula. En la modalidad En Línea las clases de los cursos se imparten en vivo, a través de Teams, en los horarios que seleccionados durante la matrícula. Esta modalidad es exclusiva para el Técnico en Electricidad.

Certificaciones
- Presencial: El examen para la certificación del Oxford Test of English (OTE) se debe realizar de manera presencial en la sede de San Pedro, en los horarios que la Universidad indicará oportunamente.
- 100% Virtual: Las pruebas para cada una de las certificaciones se realizan en cualquier lugar y horario. La Universidad proveerá los materiales de estudio y exámenes de ejemplo para la preparación del estudiante.

## Metodología STEM
La Universidad Fidélitas se destaca en Costa Rica por emplear la Metodología STEM en las clases de todas sus carreras, para que los estudiantes “aprendan haciendo”.
El término STEM (por sus siglas en inglés) es el acrónimo de los términos en inglés Science, Technology, Engineering and Mathematics (Ciencia, Tecnología, Ingeniería y Matemática).
Esta Metodología forma profesionales integrales con habilidades esenciales (blandas y tecnológicas), que las podrán aplicar en diversos contextos y situaciones, juegan un papel clave en el desarrollo profesional y personal de un estudiante y son parte del aprendizaje continuo. 

## Habilidades esenciales
- Investigación: Aprender conocimientos con la recopilación, organización y análisis de información.
- Comunicación asertiva: Se genera una mejor comunicación, pues se da a conocer una opinión sin transgredir los derechos de los compañeros.
- Desarrollo de pensamiento creativo: Se resuelven problemas dentro del contexto del aprendizaje de una manera original, flexible y fluida.
- Resolución creativa de los problemas: Se utiliza la lógica para encontrar una solución que cumpla con los objetivos planteados. Incluso, con la capacidad de supervisar y evaluar la implementación de esa solución creativa.
- Trabajar bajo presión: Se genera un ritmo eficiente y eficaz mientras se realizan tareas o actividades.
- Trabajo en equipo: Se trabaja con compañeros en un propósito y meta en común.
- Toma de decisiones basadas en datos: El estudiante aprende a obtener e interpretar datos, métricas y análisis de hechos reales para tomar decisiones y buscar una solución a los problemas.
- Uso de herramientas tecnológicas: Es la capacidad para evaluar, crear y comunicar información de manera segura y ética utilizando las tecnologías informáticas como dispositivos móviles, computadoras y software.

## Principales herramientas y estrategias de aprendizaje
- Laboratorios de última tecnología: Son espacios de aprendizaje equipados con todas las herramientas necesarias.
- Clases invertidas: El facilitador docente convertirá el aula en un ambiente de aprendizaje dinámico, interactivo y hasta divertido.
- Metodología de casos: Enfrentamiento con situaciones o casos reales, lo que impulsa el campo de conocimiento a otro nivel.
- Giras: Con la guía del profesor se visitan lugares o empresas para enfrentar y vivir situaciones reales.
- Gamificación del aprendizaje: En la Metodología STEM no podía faltar el juego y el uso de herramientas lúdicas y novedosas.
- Emprendimiento: Se desarrolla un conjunto de habilidades personales y profesionales que genere una nueva mentalidad para lanzar cambios en una empresa establecida, liderar un equipo o crear conciencia social, con estrategias predictivas y creativas.

## Principios de la Universidad Fidélitas
- Trabajamos en equipo con entusiasmo y compromiso.
- Nos retamos a innovar y mejorar continuamente.
- Pensamos en grande y nos movemos rápido.
- Impulsamos una experiencia superior a nuestros clientes.

## Tecnologías Educativas que utiliza la Universidad Fidélitas
La Universidad Fidélitas utiliza el Metaverso y los simulares virtuales para crear y diseñar espacios aprendizaje con herramientas de alta tecnología. Esto se traduce en clases interactivas, lúdicas, con gamificación de la enseñanza y una participación activa durante la formación.  
El Metaverso es un concepto de un universo 3D persistente en línea que combina múltiples espacios virtuales distintos. El Metaverso les permite a los estudiantes trabajar, reunirse, jugar y socializar juntos en espacios 3D.
Los simuladores de realidad virtual son dispositivos que permiten al estudiante experimentar un entorno virtual que emula un mundo que existe en el ordenador de lugares u objetos  

## Convenios internacionales
La Universidad Fidélitas ha logrado desarrollar una sólida red de convenios con universidades extranjeras, con las que los estudiantes pueden interactuar en diversas formas, con el objetivo de fortalecer su proceso de aprendizaje, reforzar sus habilidades e intercambiar conocimientos y experiencias con personas de diferentes culturas.
Programas para intercambio estudiantil.
Los convenios desarrollados permiten el intercambio presencial de estudiantes de grado, el intercambio virtual de conocimientos mediante clases o cursos espejo, así como la movilidad de profesores y estudiantes entre la Universidad Fidélitas y las instituciones para investigación. Para dichos fines se han firmado convenios con:
- Northern Arizona University
- Universidad Politécnica de Puerto Rico
- Universidad de Valladolid España
- Universidad Internacional (Morelos, México)
- Instituto Tecnológico de Puebla – Tecnológico Nacional de México
- Universidad Tecnológica de El Salvador
- Universidad de Celaya
- Université de Technologie de Troyes
- Universidad Autónoma de Querétaro

En el caso de los posgrados, la Universidad Fidélitas cuenta con un convenio con la Universidad Politécnica de Puerto Rico, mediante el cual los estudiantes podrán realizar un intercambio presencial o virtual en cursos de maestrías equivalentes en la Maestría en Administración de Negocios y la Maestría en Gerencia de proyectos en Ingeniería de la Construcción.
Convenios de colaboración.
Responden al interés de la Universidad Fidélitas por fortalecer una red de contactos académicos que contribuya a la formación del personal docente y de los estudiantes, de ahí que las principales metas de este tipo de convenios sean la investigación académica y el intercambio de conocimientos mediante clases espejo y charlas. En esta línea se mantienen convenios con:
- Northern Arizona University
- Universidad Politécnica de Puerto Rico
- Universidad de Valladolid España
- Universidad Internacional (México)
- Universidad de Celaya
- Instituto Tecnológico de Puebla – Tecnológico Nacional de México
- Universidad Tecnológica de El Salvador
- Universidad de Sevilla, España
- Université de Technologie de Troyes, Francia
- Universidad Tecnológica Nacional de Argentina
- Universidad Anáhuac Puebla
- Trent University (Canadá)
- Old Dominion University
- Universidad de Salamanca
- Universidad de San Carlos de Guatemala
- Universidad Autónoma de Querétaro
- Trukee Meadows Comunity College (TMCC)
- Sam Houston State University
- Fitchburg State University

## Babson Collaborative for Entrepreneurship Education
La Universidad Fidélitas es la primera universidad de Centroamérica en formar parte de la gran comunidad Babson Collaborative for Enterpreneurship Education, liderada por Babson College, prestigiosa institución estadounidense líder mundial en educación emprendedora. 
La alianza le permite a estudiantes y docentes acceder a una enorme red de contactos internacionales en el campo académico, participar de investigaciones conjuntas y múltiples actividades de capacitación, emprendimiento e innovación. Babson, además, otorga anualmente becas a los estudiantes de la comunidad para que formen parte de algunos de sus exclusivos programas.
Beneficios para docentes y estudiantes con esta alianza 
- Acceso de primera mano a bibliotecas digitales únicas en el mundo.

- Generar networking con académicos, autores, investigadores, empresarios, poetas y artistas de todo el globo.

- Realizar investigaciones con otras universidades e instituciones miembros de la red, como el Tecnológico de Monterrey, la Universidad de Bangkok, la Universidad Camilo José Cela y muchas otras.

- Publicar en revistas internacionales y libros como por ejemplo el Innovation in global entrepreneurship education teaching entrepreneurship in practice (2021).

- Participar en concursos reconocidos como el “Price-Babson Symposium for Entrepreneurship Educators”

- Aprender diferentes metodologías de enseñanza.

## The CDIO™ INITIATIVE
Es una iniciativa mundial establecida para concebir y desarrollar una nueva visión de la educación en ingeniería. La Universidad Fidélitas superó esta rigurosa evaluación que asegura estándares internacionales, lo cual refuerza su compromiso con la aplicación de la Metodología STEM. Aunque CDIO se identifica con el área de las ingenierías, la Universidad Fidélitas lo integró dentro de su modelo educativo, por lo tanto, cubre a todas sus carreras. 
La educación bajo los principios CDIO se caracteriza por: 
- Cuenta con un plan de estudios organizado en torno a cursos que se apoyan mutuamente, pero con actividades CDIO altamente entrelazadas.

- Promueve que los estudiantes realicen proyectos de diseño, construcción y prueba.

- Integra el aprendizaje de habilidades profesionales como el trabajo en equipo y la comunicación.

- Aplica el aprendizaje activo y experiencial.

- Mejora constantemente a través del proceso de garantía de calidad, con objetivos más altos que la acreditación.

## QS Stars
La Universidad Fidélitas logró la máxima calificación internacional de QS Stars (correspondiente a cinco estrellas) en áreas fundamentales como:
Calidad educativa: es el resultado de la dedicación con que la Universidad ha consolidado la innovación y la formación de profesionales bajo la Metodología STEM, asegurando estándares internacionales que le permiten a los estudiantes optar por puestos laborales dentro y fuera de Costa Rica.
Empleabilidad de los estudiantes: subraya cuán atractivo es el perfil de los graduados entre los empleadores, lo que confirma la relevancia y la calidad de los programas académicos impartidos, mismos que están sometidos a revisión y actualización de manera regular para responder a las necesidades del mercado laboral.
Enseñanza en línea: demuestran el liderazgo en esta modalidad, lo que ha permitido a los estudiantes una experiencia de aprendizaje flexible y de alto nivel, esto le permite a cientos de estudiantes de todo el país cumplir el sueño de lograr una carrera sin necesidad de movilizarse.
Impacto ambiental: refleja el éxito de las iniciativas internas y externas destinadas a fomentar una cultura amigable con el medioambiente.

## Becas y financiamos
Existe un sólido sistema de becas en la Universidad Fidélitas cuyo objetivo es estimular la educación superior, entendiendo que esta es el principal camino para el desarrollo personal y profesional de los jóvenes, con lo cual se logra un importante impacto económico, social, laboral, familiar y se contribuye con el desarrollo nacional.  
Existen distintos porcentajes de beca que varían según el programa que desee cursar el estudiante. También se desarrollan iniciativas particulares como: 
Beca Ing. Sandra Cauffman: es una iniciativa exclusiva para mujeres que deseen iniciar una carrera de ingeniería, se busca así que más mujeres aporten al país con sus conocimientos STEM por medio de la entrega de becas. 
Torneo De-Ingenio: es una prueba donde se debe registrar toda la generación de último año de educación secundaria del colegio y una Selección Colegial los representa en los desafíos. Al triunfar en las pruebas, se otorgan becas a todos los estudiantes de la generación, así como premios al centro educativo. 
Reto De Mentes: es un concurso académico dirigido a estudiantes de último año de secundaria para desafiar sus conocimientos con una prueba STEM. Los ganadores son acreedores de becas para estudiar durante toda su carrera. 
Sumado a los programas de becas, la Universidad cuenta con convenios que permiten a los estudiantes financiar sus estudios por medio de reconocidas instituciones financieras nacionales como el Banco Nacional, BAC Credomatic y Conape, así como un ventajoso programa de financiamiento interno; todo, en aras de facilitar el acceso a estudios superiores de alta calidad e impulsar el crecimiento personal y profesional de los costarricenses. 

## Alumnos exitosos
María José Mora Fallas: es una ingeniera electromecánica y de procesos que, mientras desarrollaba su trabajo de graduación en la U Fidélitas, impulsó en Intel Costa Rica un sistema automatizado para medir el consumo de un insumo líquido de alto costo, subir los datos a la nube y analizarlos en tiempo real. El proyecto tuvo tal éxito que Intel exportó la idea a Estados Unidos, Vietnam y Malasia.
Juan Carlos Calderón: cursa sus últimas materias para graduarse como ingeniero industrial en U Fidélitas y, actualmente, posee una empresa de manufactura que exporta alfombras para pisos de gimnasios, discos y barras en hierro galvanizado y alfombras para el cuido del ganado en la industria del agro. La empresa, llamada Hules Internacionales, factura de $60.000 a $70.000 mensuales. 
Valeria Fallas: se graduó como administradora de empresas en U Fidélitas. Hoy posee un hotel boutique ubicado en Cerro Plano Monteverde, Costa Rica, con 21 habitaciones, restaurante y una azotea. Con la Metodología STEM esta joven impulsó sus habilidades de gerente de proyecto, el trabajo en equipo y el emprendimiento. 
Xavier Gutiérrez Bonilla: inició su carrera universitaria en Ingeniería en Telecomunicaciones al mismo tiempo que iniciaba su experiencia laboral en la empresa Instacredit. Desde su posición inicial ha logrado ascender, gracias a su esfuerzo y a la formación de alta calidad recibida, hasta el puesto de especialista de redes en el área de infraestructura y soporte técnico. 
Katherine Fernández: es una destacada estudiante del Máster en Gestión Tecnológica de U Fidélitas, que actualmente labora como Gerente de Programas de TI en el área de seguridad de la información en Microsoft. 
Carolina Cambronero y Ana Carolina Villabolos: cursan la Maestría en Administración de Negocios con énfasis en Gerencia de Mercadeo y son dueñas fundadoras de Tofarma, un emprendimiento farmacéutico que hoy es una exitosa Pyme. El emprendimiento surgió como parte de un proyecto universitario en el que se aplicó la Metodología STEM y será parte de su proyecto final de graduación. 